# Sachsenhausen (Waldeck)
Sachsenhausen (ⓘ) ist der nach Einwohnerzahl größte Stadtteil und der Verwaltungssitz der Stadt Waldeck im nordhessischen Landkreis Waldeck-Frankenberg.

## Geographie

### Geographische Lage
Sachsenhausen liegt etwa 35 Kilometer westlich von Kassel. Im Osten befindet sich Freienhagen. Rund sechs Kilometer südlich von Sachsenhausen erstreckt sich der Edersee. Der Ort liegt nicht mehr im Naturpark Kellerwald-Edersee.

### Landschaft
Die unmittelbare Umgebung ist hügelig und wenig bewaldet. Der Ort liegt in einer leichten Senke, die nach Süden hin abfällt. Er ist umgeben von Feldern und Wiesen. Mehrere Quellen in der Gemarkung speisen den Klingebach, der südlich des Ortes durch ein malerisches Tal den Klinger Berg fast umrundet. Im Tal passiert er die Klinger Klippen, eine Formation von Kalksteinfelsen und mündet bei Nieder-Werbe wenige hundert Meter vor dessen Einmündung in den Edersee in den Reiherbach. Das Klingebachtal wurde vom Land Hessen im Rahmen des EU-Natura 2000-Programms als FFH-Schutzgebiet (Fauna, Flora, Habitat) ausgewiesen. Das Reiherbachtal zieht sich von Selbach aus in südöstlicher Richtung bis Nieder-Werbe, wo der Reiherbach in den Edersee mündet.

## Geschichte

Tafel Sachsenhausen – Untertor

Die älteste bekannte schriftliche Erwähnung von Sachsenhausen erfolgte unter dem Namen Sassenhusen im Jahr 1226.
Als Gründer der Stadt Sachsenhausen gilt Graf Adolf I. von Waldeck (1228–1270), der dem Ort 1246 die Stadtrechte verlieh. Die Stadt erhielt Marktrechte und eine eigene Gerichtsbarkeit.
Die Stadtkirche St. Nikolaus wurde bereits in den Jahren 1292 bis 1296 gebaut.
Um 1770 begann die Zuwanderung jüdischer Einwohner. Die Jüdische Gemeinde bestand bis 1942.
Das mittelalterliche Sachsenhausen war von einer Stadtmauer mit Gräben und Türmen umgeben, die im Jahre 1856 zum Abbruch verkauft und nahezu restlos geschleift wurde. Teile des Abbruchmaterials wurden wenige Jahre später beim Bau der Synagoge verwendet. Auf dem Stadtplan erkennt man noch gut die ovale Anlage und den früheren Verlauf der Stadtmauer. An der Stelle des ehemaligen Untertors der Stadtmauer zeigt eine Tafel einen Plan des Ortes um 1520.
Weitere Daten aus der Stadtgeschichte:
- 1472 wurde ein Hospital gestiftet; das Gebäude wurde 1968 abgerissen.
- 1533 wurden mit der Einführung der Reformation in der Grafschaft Waldeck alle Einwohner evangelisch.
- 1809 gab es die erste Apotheke.
- 1817 wurde das Rathaus fertiggestellt.
- 1953 war die Fertigstellung der neuen Schule (heute Grundschule).
- 1969 erfolgte die Fertigstellung der Mittelpunktschule.

Hessische Gebietsreform (1970–1977)
Im Zuge der Gebietsreform in Hessen fusionierten zum 1. Oktober 1971 die bis dahin selbständigen Gemeinden Alraft, Höringhausen, Netze und Nieder-Werbe sowie die beiden Städte Sachsenhausen und Waldeck auf freiwilliger Basis zur neuen Stadt Waldeck. Sachsenhausen  wurde Sitz der Verwaltung.
Für alle eingegliederten, ehemals eigenständigen, Gemeinden von Waldeck wurden Ortsbezirke mit Ortsbeirat und Ortsvorsteher nach der Hessischen Gemeindeordnung gebildet.
Verwaltungsgeschichte
Die folgende Liste zeigt im Überblick die Staaten und Verwaltungseinheiten, denen Sachsenhausen angehörte:
- 1537 und später: Heiliges Römisches Reich, Grafschaft Waldeck, Amt Waldeck
- ab 1712: Heiliges Römisches Reich, Fürstentum Waldeck, Amt Waldeck
- ab 1806: Fürstentum Waldeck,  Amt Waldeck
- ab 1814: Fürstentum Waldeck, Oberamt der Eder (Sitz in Nieder-Wildungen)
- ab 1816: Fürstentum Waldeck, Oberjustizamt der Werbe (Sitz in Sachsenhausen)
- ab 1850: Fürstentum Waldeck-Pyrmont (ab 1848), Kreis der Eder
- ab 1867: Fürstentum Waldeck-Pyrmont (Akzessionsvertrag mit Preußen), Kreis der Eder
- ab 1871: Deutsches Reich, Fürstentum Waldeck-Pyrmont, Kreis der Eder
- ab 1919: Deutsches Reich, Freistaat Waldeck, Kreis der Eder
- ab 1929: Deutsches Reich, Freistaat Preußen, Provinz Hessen-Nassau, Regierungsbezirk Kassel, Kreis der Eder
- ab 1942: Deutsches Reich, Freistaat Preußen, Provinz Hessen-Nassau, Regierungsbezirk Kassel, Landkreis Waldeck
- ab 1944: Deutsches Reich, Freistaat Preußen, Provinz Kurhessen, Landkreis Waldeck
- ab 1945: Amerikanische Besatzungszone, Groß-Hessen, Regierungsbezirk Kassel, Landkreis Waldeck
- ab 1946: Amerikanische Besatzungszone, Hessen, Regierungsbezirk Kassel, Landkreis Waldeck
- ab 1949: Bundesrepublik Deutschland, Hessen, Regierungsbezirk Kassel, Landkreis Waldeck
- ab 1971: Bundesrepublik Deutschland, Hessen, Regierungsbezirk Kassel, Landkreis Waldeck, Stadt Waldeck[Anm. 1]
- ab 1974: Bundesrepublik Deutschland, Hessen, Regierungsbezirk Kassel, Landkreis Waldeck-Frankenberg, Stadt Waldeck

## Bevölkerung
Einwohnerstruktur 2011
Nach den Erhebungen des Zensus 2011 lebten am Stichtag dem 9. Mai 2011 in Sachsenhausen 1869 Einwohner. Darunter waren 66 (3,5 %) Ausländer. Nach dem Lebensalter waren 366 Einwohner unter 18 Jahren, 756 zwischen 18 und 49, 387 zwischen 50 und 64 und 393 Einwohner waren älter. Die Einwohner lebten in 804 Haushalten. Davon waren 228 Singlehaushalte, 337 Paare ohne Kinder und 361 Paare mit Kindern, sowie 66 Alleinerziehende und 12 Wohngemeinschaften. In nnn Haushalten lebten ausschließlich Senioren und in nnn Haushaltungen leben keine Senioren.
Einwohnerentwicklung
 Quelle: Historisches Ortslexikon
- 1556: 161 Haushaltungen, 713 Einwohner
- 1620: 153 Häuser
- 1650: 081 Häuser
- 1738: 139 Häuser
- 1770: 143 Häuser, 806 Einwohner

| Sachsenhausen: Einwohnerzahlen von 1770 bis 2020 | Sachsenhausen: Einwohnerzahlen von 1770 bis 2020 | Sachsenhausen: Einwohnerzahlen von 1770 bis 2020 | Sachsenhausen: Einwohnerzahlen von 1770 bis 2020 | Sachsenhausen: Einwohnerzahlen von 1770 bis 2020 |
| --- | ------------------------------------------------ | ------------------------------------------------ | ------------------------------------------------ | ------------------------------------------------ |
| Jahr |                                                  |                                                  |                                                  | Einwohner                                        |
| 1770 | 1770                                             |                                                  | 806                                              | 806                                              |
| 1800 | 1800                                             |                                                  | ?                                                | ?                                                |
| 1834 | 1834                                             |                                                  | 964                                              | 964                                              |
| 1840 | 1840                                             |                                                  | 946                                              | 946                                              |
| 1846 | 1846                                             |                                                  | 1.019                                            | 1.019                                            |
| 1852 | 1852                                             |                                                  | 1.008                                            | 1.008                                            |
| 1858 | 1858                                             |                                                  | 1.015                                            | 1.015                                            |
| 1864 | 1864                                             |                                                  | 1.013                                            | 1.013                                            |
| 1871 | 1871                                             |                                                  | 971                                              | 971                                              |
| 1875 | 1875                                             |                                                  | 928                                              | 928                                              |
| 1885 | 1885                                             |                                                  | 954                                              | 954                                              |
| 1895 | 1895                                             |                                                  | 988                                              | 988                                              |
| 1905 | 1905                                             |                                                  | 1.006                                            | 1.006                                            |
| 1910 | 1910                                             |                                                  | 1.191                                            | 1.191                                            |
| 1925 | 1925                                             |                                                  | 1.283                                            | 1.283                                            |
| 1939 | 1939                                             |                                                  | 1.363                                            | 1.363                                            |
| 1946 | 1946                                             |                                                  | 1.879                                            | 1.879                                            |
| 1950 | 1950                                             |                                                  | 1.987                                            | 1.987                                            |
| 1956 | 1956                                             |                                                  | 1.765                                            | 1.765                                            |
| 1961 | 1961                                             |                                                  | 1.710                                            | 1.710                                            |
| 1967 | 1967                                             |                                                  | 1.839                                            | 1.839                                            |
| 1980 | 1980                                             |                                                  | ?                                                | ?                                                |
| 1990 | 1990                                             |                                                  | ?                                                | ?                                                |
| 2000 | 2000                                             |                                                  | ?                                                | ?                                                |
| 2011 | 2011                                             |                                                  | 1.869                                            | 1.869                                            |
| 2015 | 2015                                             |                                                  | 1.837                                            | 1.837                                            |
| 2020 | 2020                                             |                                                  | 1.888                                            | 1.888                                            |
| Datenquelle: Historisches Gemeindeverzeichnis für Hessen: Die Bevölkerung der Gemeinden 1834 bis 1967. Wiesbaden: Hessisches Statistisches Landesamt, 1968. Weitere Quellen: Stadt Waldeck:; Zensus 2011 |                                                  |                                                  |                                                  |                                                  |

 Historische Religionszugehörigkeit
| • 1895: | 0918 evangelische (= 92,91 %), 10 katholische (= 1,01 %), 17 anderes christliche-konfessionelle (= 1,72 %), 43 jüdische (= 4,35 %) Einwohner |
| • 1961: | 1541 evangelische (= 90,12 %), 148 katholische (= 8,65 %) Einwohner                                                                          |

## Politik

### Wappen

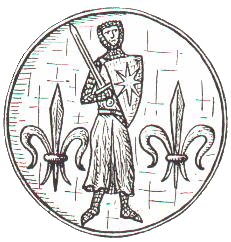
Das erste Siegel Sachsenhausens aus 1270

| Wappen von Sachsenhausen | Blasonierung: „In Blau ein silberngerüsteter Ritter, beidseits begleitet von je einer goldenen Lilie, in der Rechten ein silbernes Schwert, in der Linken ein goldener Schild, darin ein achtstrahliger schwarzer Stern.“ |
| Wappen von Sachsenhausen | Wappenbegründung: Das erste Siegel von 1270 zeigt einen Ritter mit dem Waldecker Stern auf dem Schild. Vermutlich weisen die Lilien als Symbol für Gerechtigkeit auf die eigene Gerichtsbarkeit hin. Alle späteren Siegel zeigen die gleiche Komposition, die erstmals im 19. Jahrhundert in einem Schild als Wappen eingesetzt wurde. |

## Religion

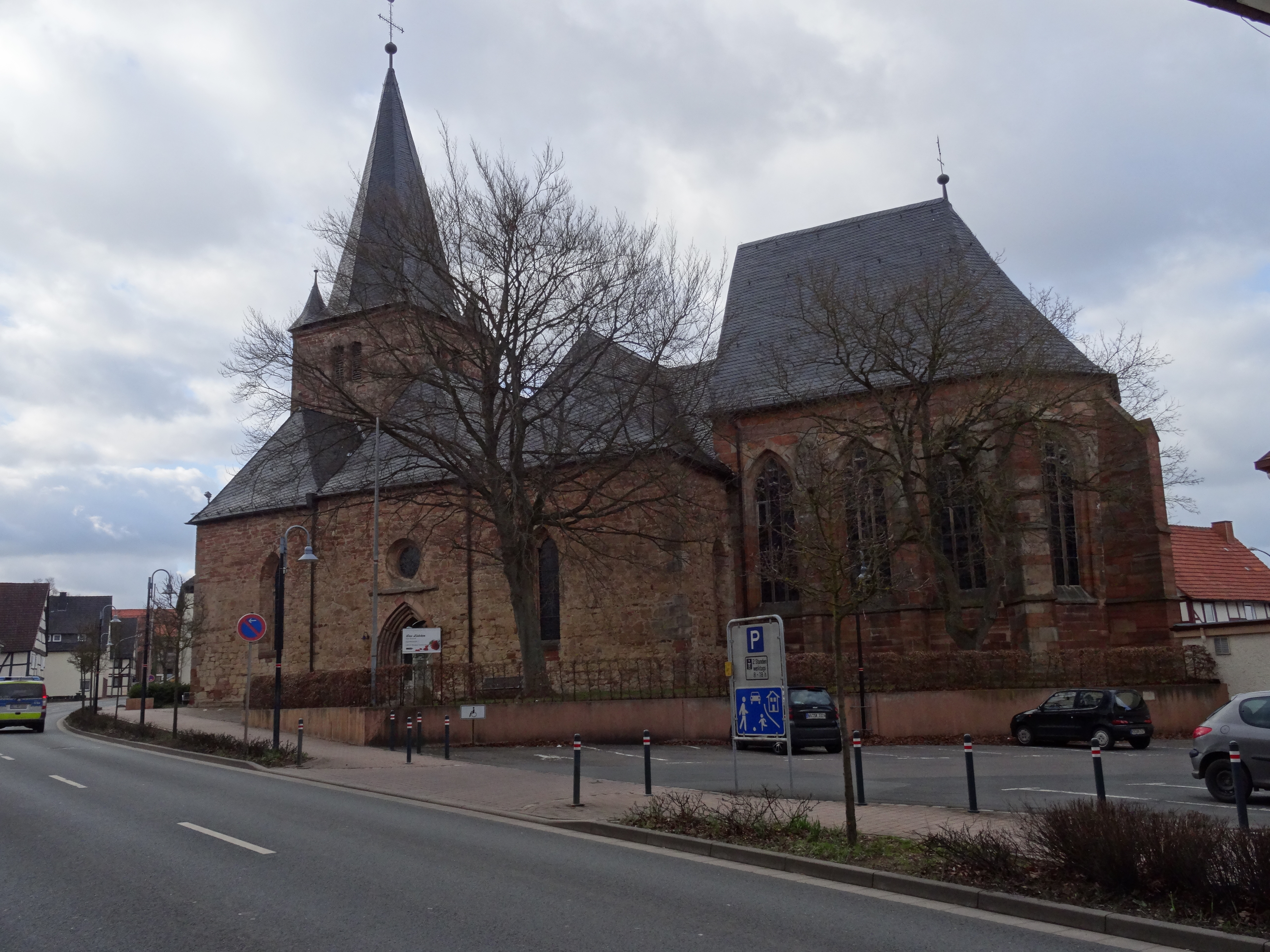
Evangelische Kirche St. Nikolaus

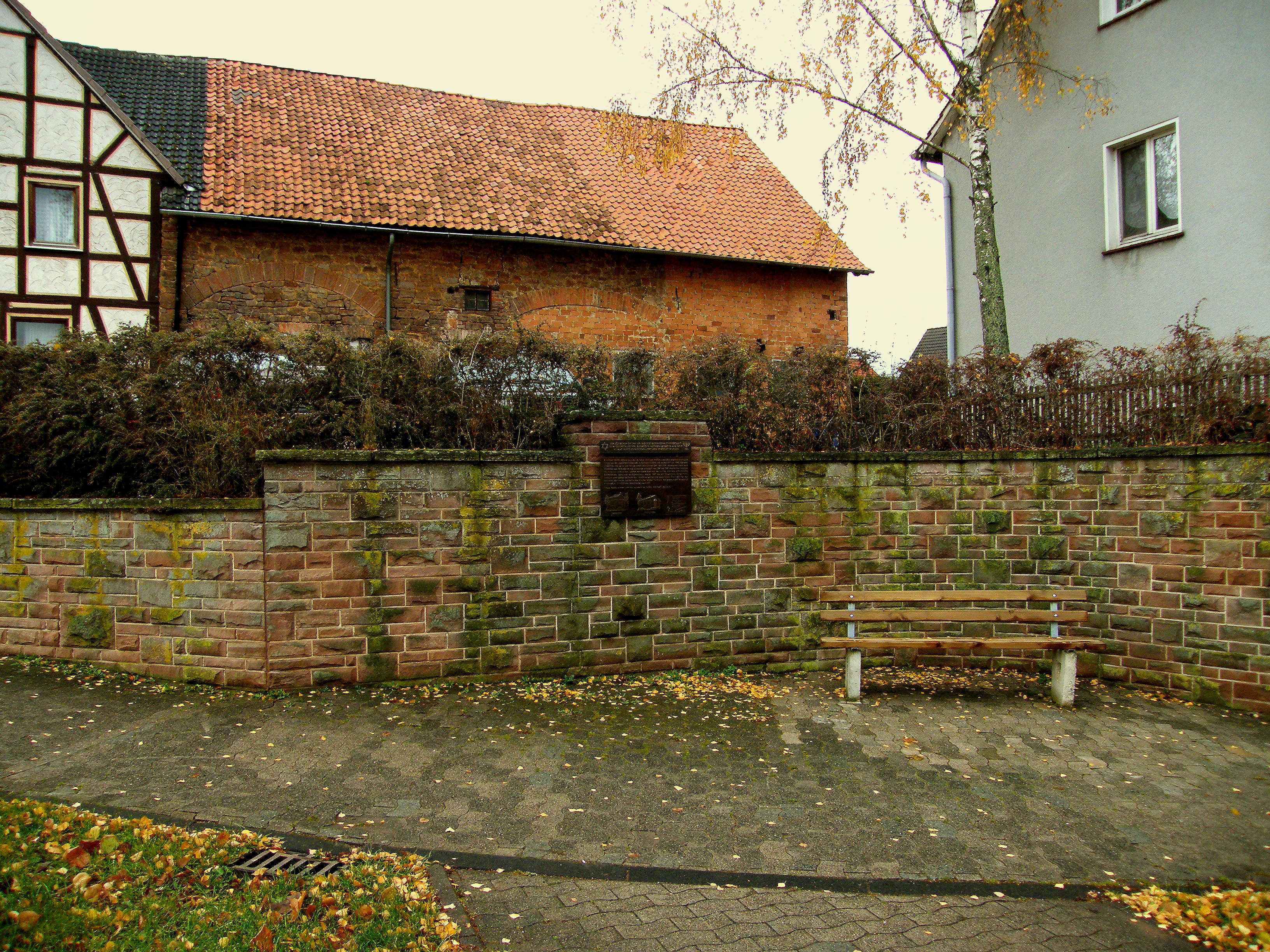
Gedenktafel Synagoge Sachsenhausen

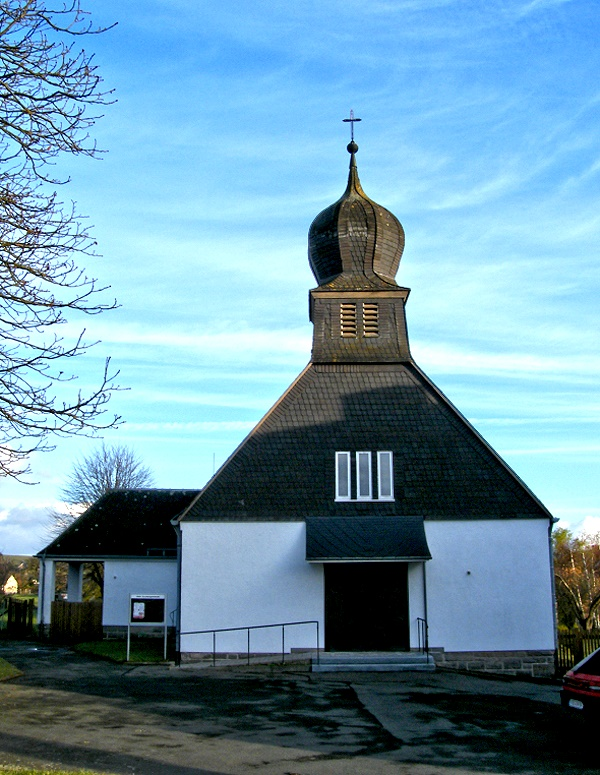
Kath. Kirche St. Bonifatius

### Evangelische Kirche St. Nikolaus
Der größte Teil der Bevölkerung ist evangelisch. Die in den Jahren 1292–1296 erbaute Stadtkirche St. Nikolaus steht im Zentrum des Ortes.

### Ehemalige Synagoge
Die Synagoge wurde 1863 von der damaligen jüdischen Gemeinde gebaut. In der Zeit des Nationalsozialismus flohen fast alle Juden aus Sachsenhausen oder wurden deportiert. Die Synagoge wurde dann als Lagerhaus genutzt und blieb weitgehend erhalten. Von 1947 bis 1960 wurde das Gebäude von der katholischen Gemeinde als Gotteshaus genutzt und 1962 im Zuge einer Straßenerweiterung abgerissen.

### St. Bonifatius-Kirche
Vor dem Zweiten Weltkrieg gab es nur drei katholische Familien im Sachsenhäuser Gemeindegebiet. Während und nach dem Krieg kamen viele Evakuierte und Vertriebene nach Sachsenhausen und in die angrenzenden Nachbargemeinden. Ihren Gottesdienst feierten sie zunächst in der evangelischen St. Nikolaus-Kirche, bis die ehemalige Synagoge im Jahr 1947 durch die katholische Pfarrei Korbach zunächst gemietet und 1949 gekauft wurde und als katholisches Gotteshaus genutzt wurde. Ende 1959 begannen die Bauarbeiten für die katholische St. Bonifatius-Kirche, die 1960 eingeweiht wurde. Der Türsturz über dem Sakristeieingang stammt aus der ehemaligen Synagoge; er trägt die hebräische Inschrift: „Haus Jacob, kommt lasst uns wandeln im Lichte von Ihm“. (Isias 2,5).

### Evangelische Gemeinschaft Sachsenhausen
In der Gartenstraße liegt das Gemeindehaus der „Evangelischen Gemeinschaft Sachsenhausen“, einer selbstständigen evangelischen Gemeinde.

## Sehenswürdigkeiten
- Stadtkirche St. Nikolaus (1296)[14]

- Rathaus (1817)

- Sachsenhäuser Warte

Die Warte, eigentlich Rollborner Warte, ist der einzig erhaltene von ehemals drei mittelalterlichen Warttürmen, die errichtet wurden, um sich vor Überfällen und Angriffen plündernder Landsknechte oder feindlicher Truppen rechtzeitig schützen zu können. Der Turm ist im Wesentlichen unverändert geblieben. Er kann über Steigeisen bestiegen werden. Von oben hat man einen schönen Blick über Sachsenhausen. Im Westen sieht man bis in das waldeckische Upland, im Süd-Osten ist Schloss Waldeck zu sehen.
- Ruine der Klinger Kirche

Die Ruine zeugt von dem untergegangenen Ort Klingen südöstlich von Sachsenhausen. Mit Ausnahme des Westgiebels sind nur noch die Grundmauern bis auf etwa 1,50 m Höhe erhalten.

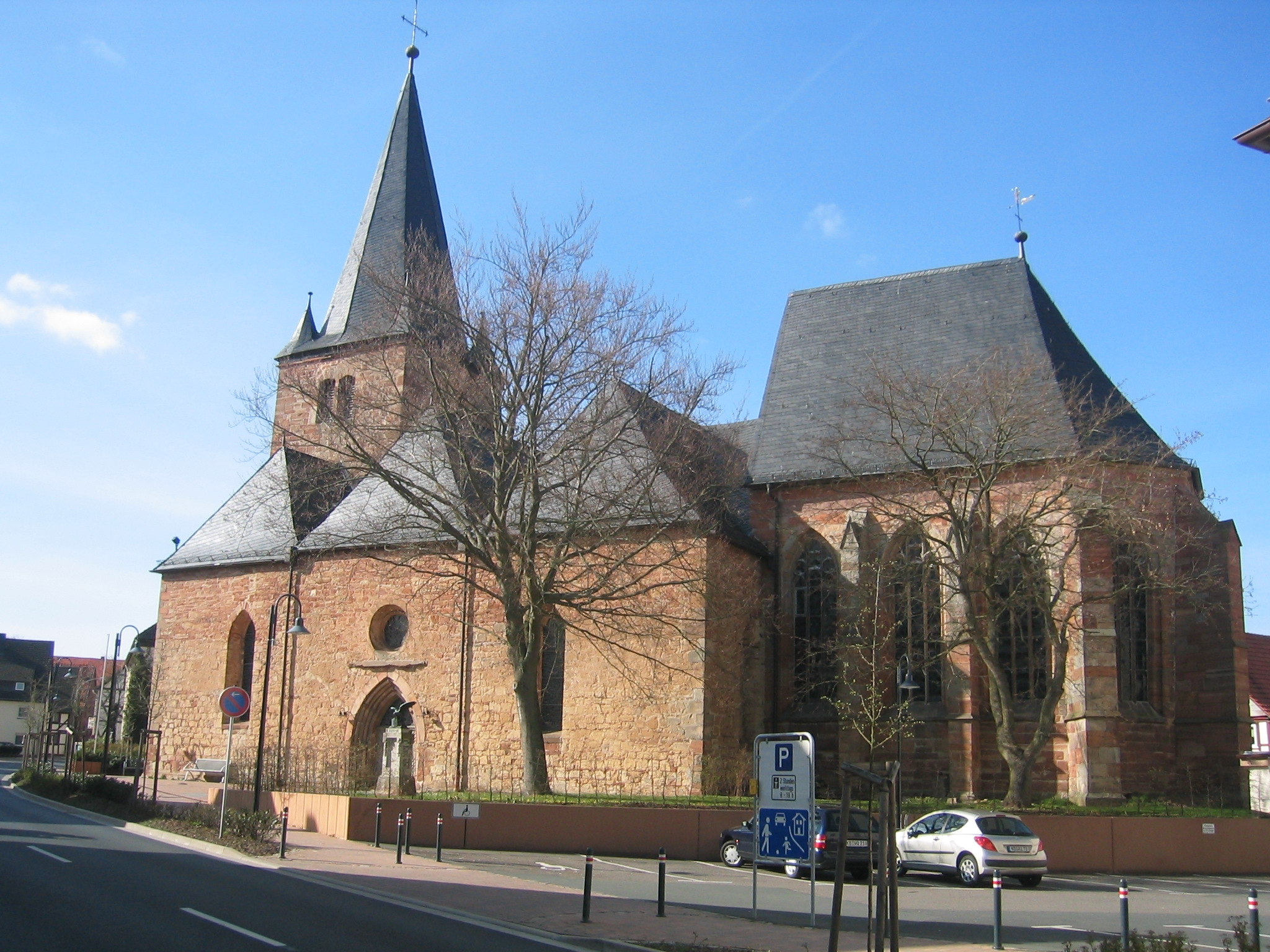
Stadtkirche St. Nikolaus
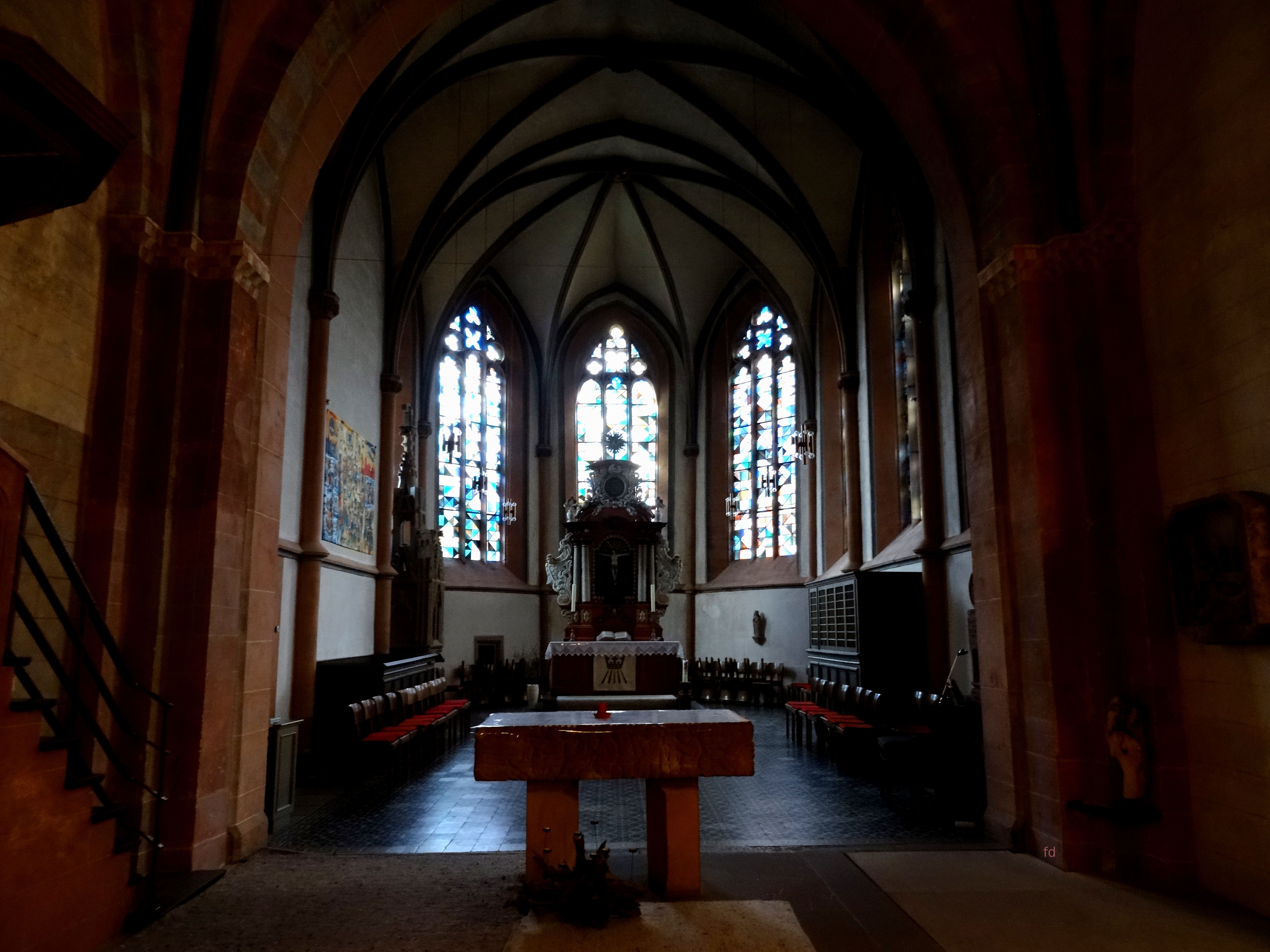
St. Nikolaus Altarraum
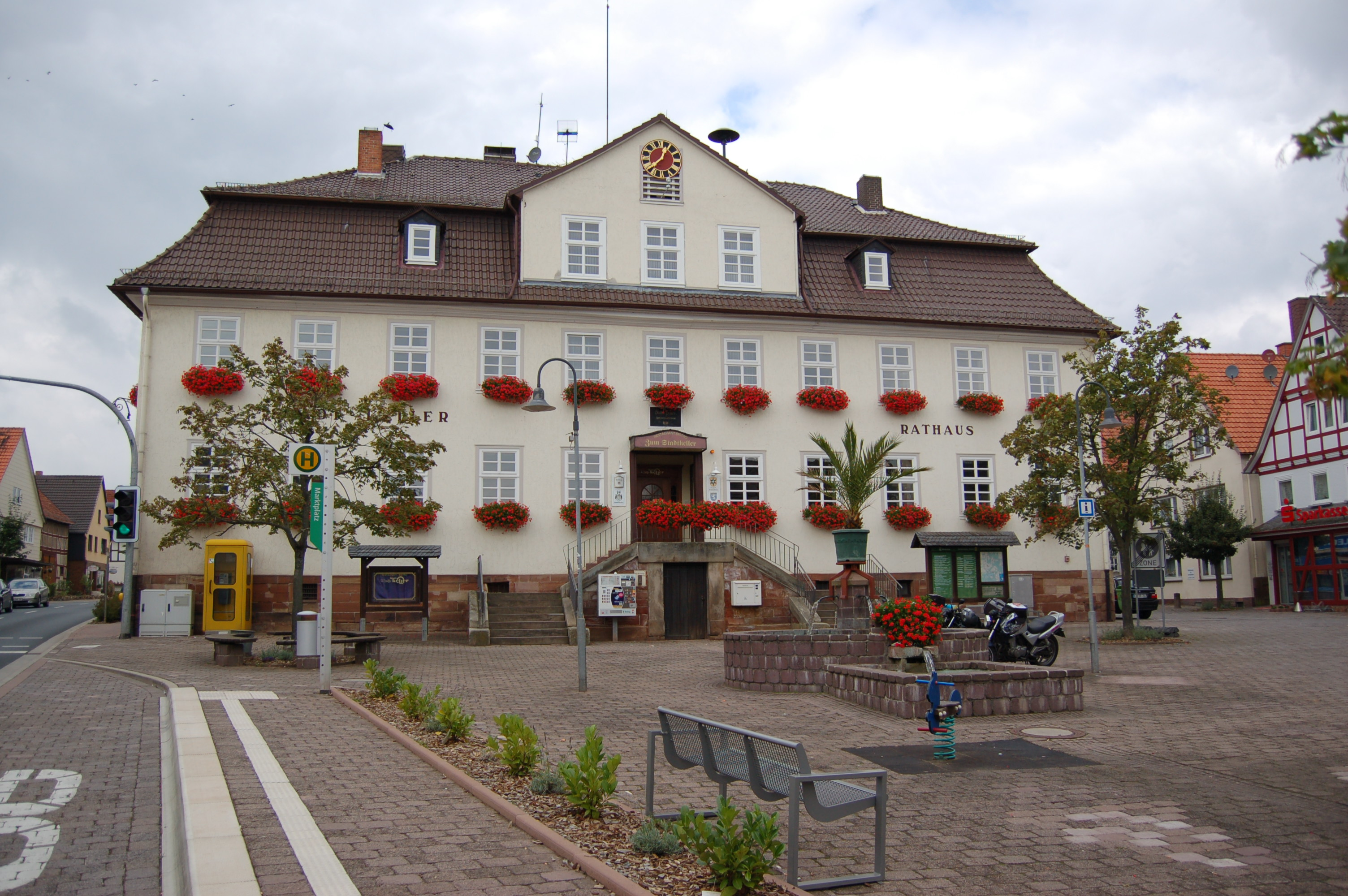
Rathaus
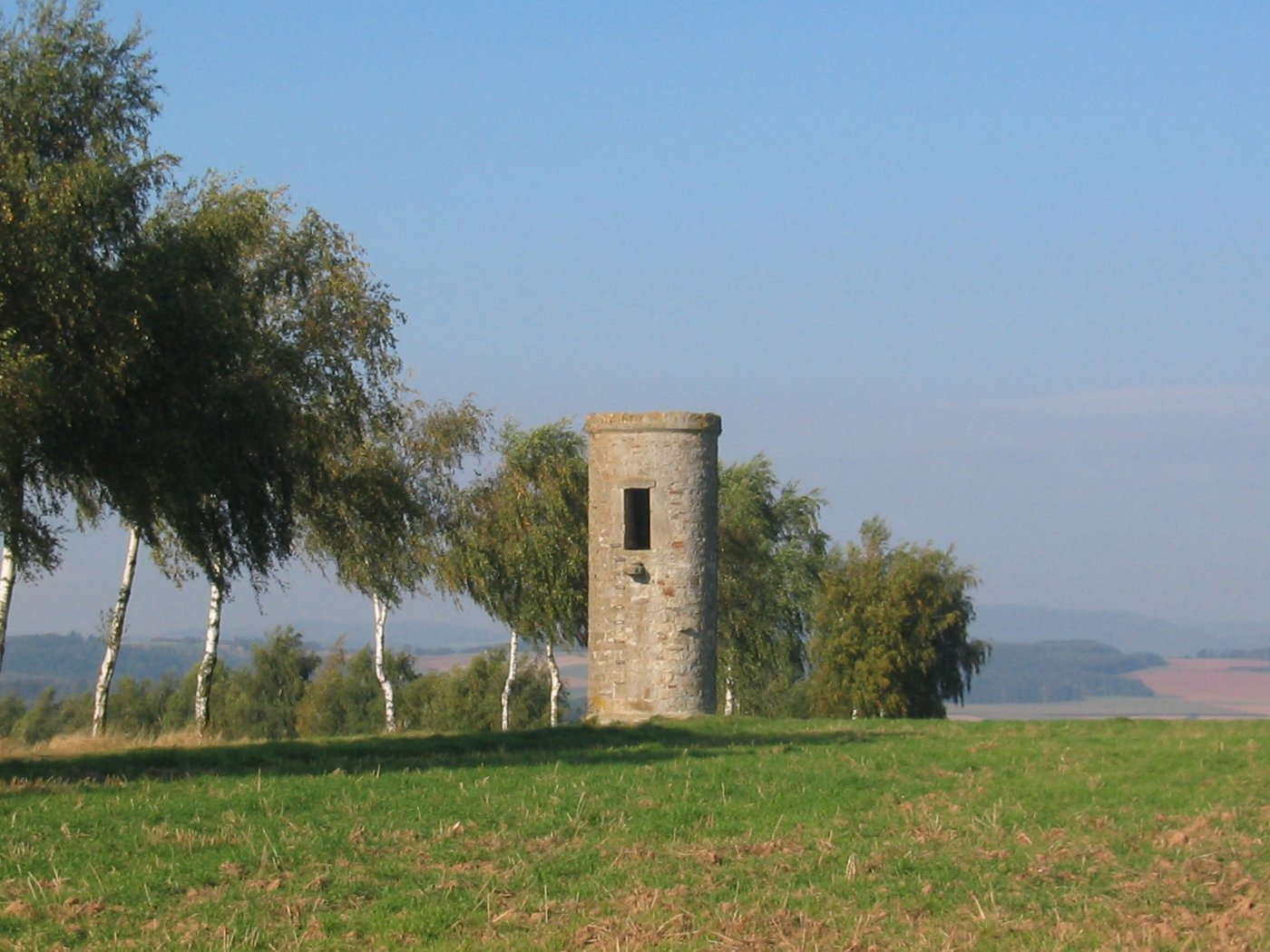
„Rollborner“ Warte
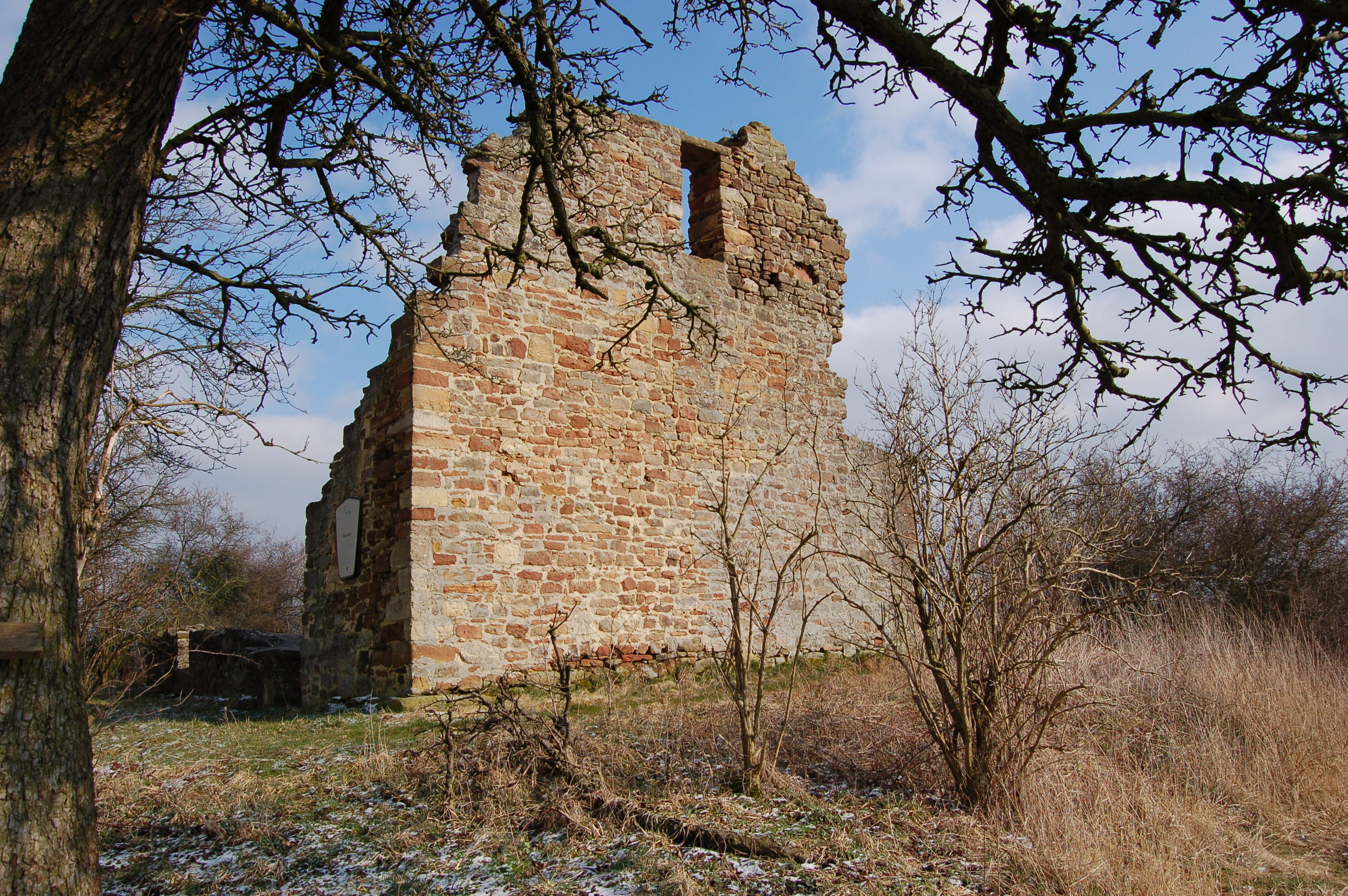
Ruine der Klinger Kirche
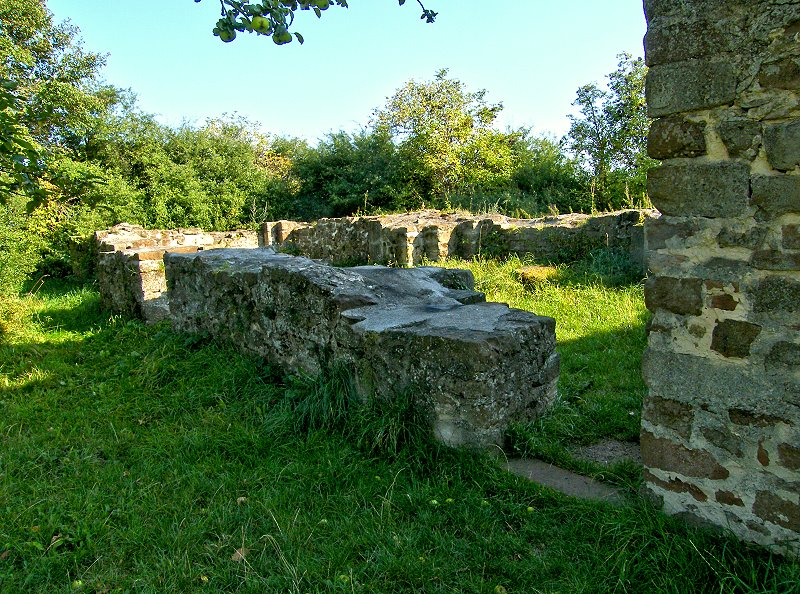
Ruine Klinger Kirche – Grundmauern
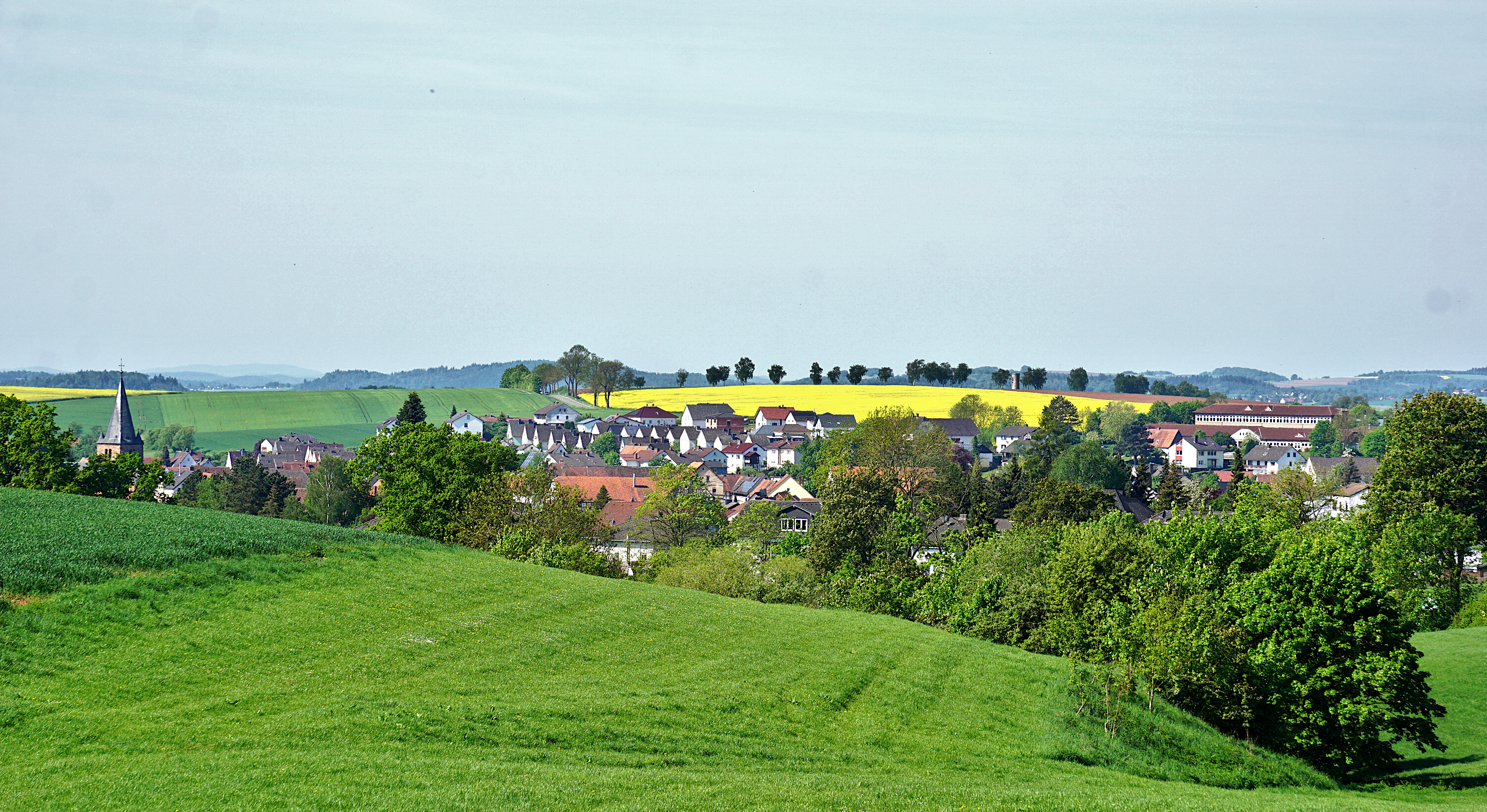
Sachsenhausen vom Nordwesten aus
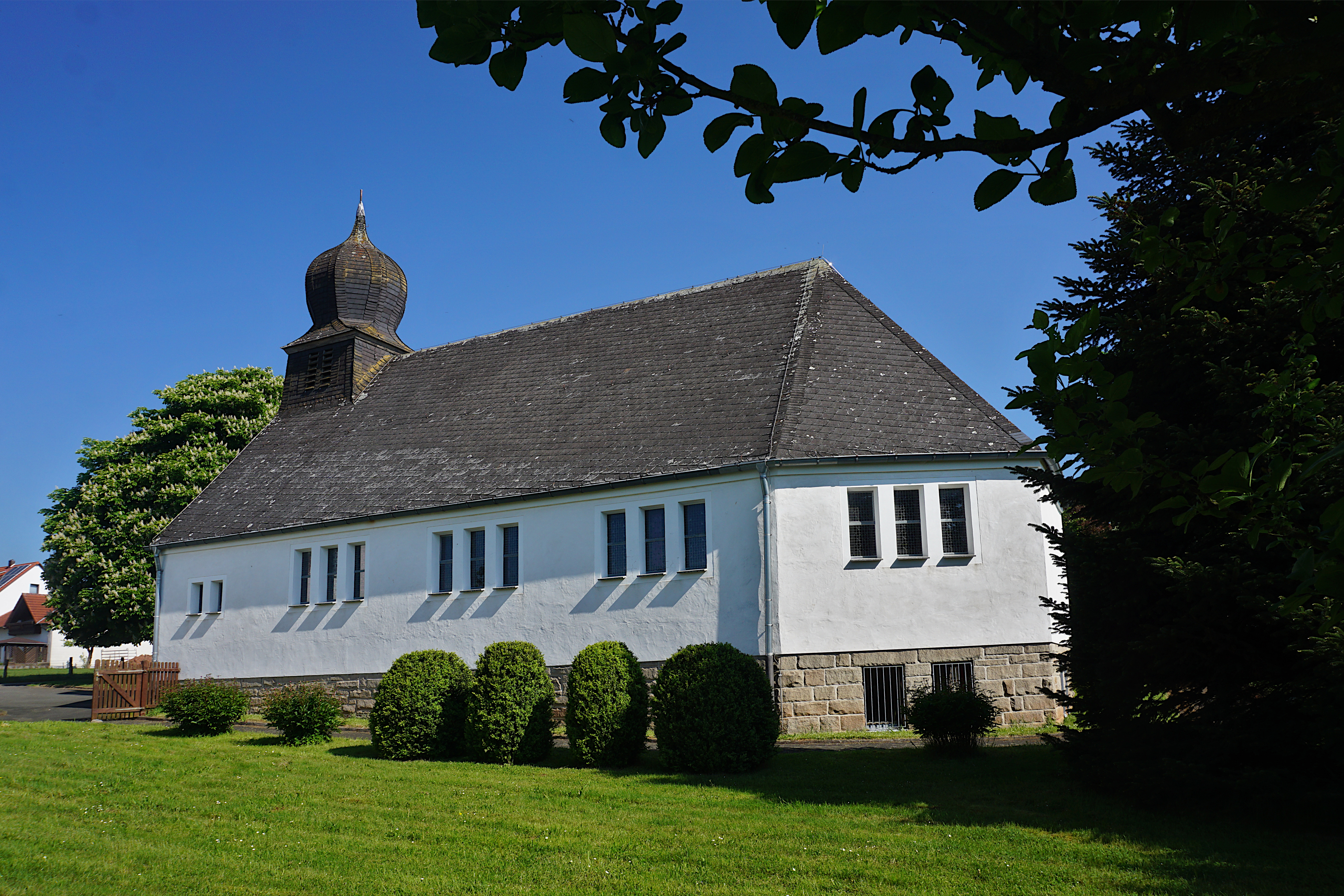
Filialkirche St. Bonifatius
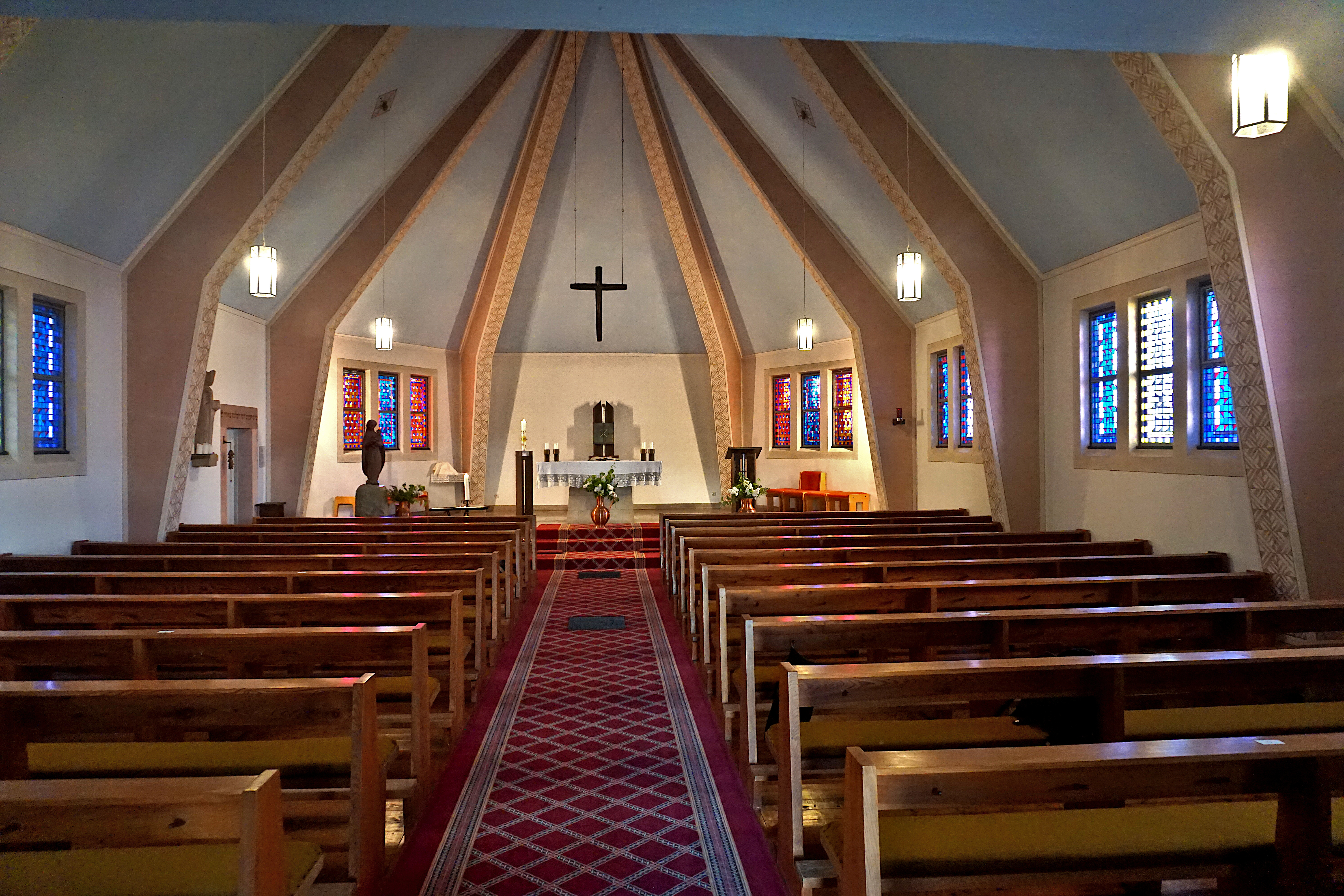
Innenraum der Filialkirche St. Bonifatius
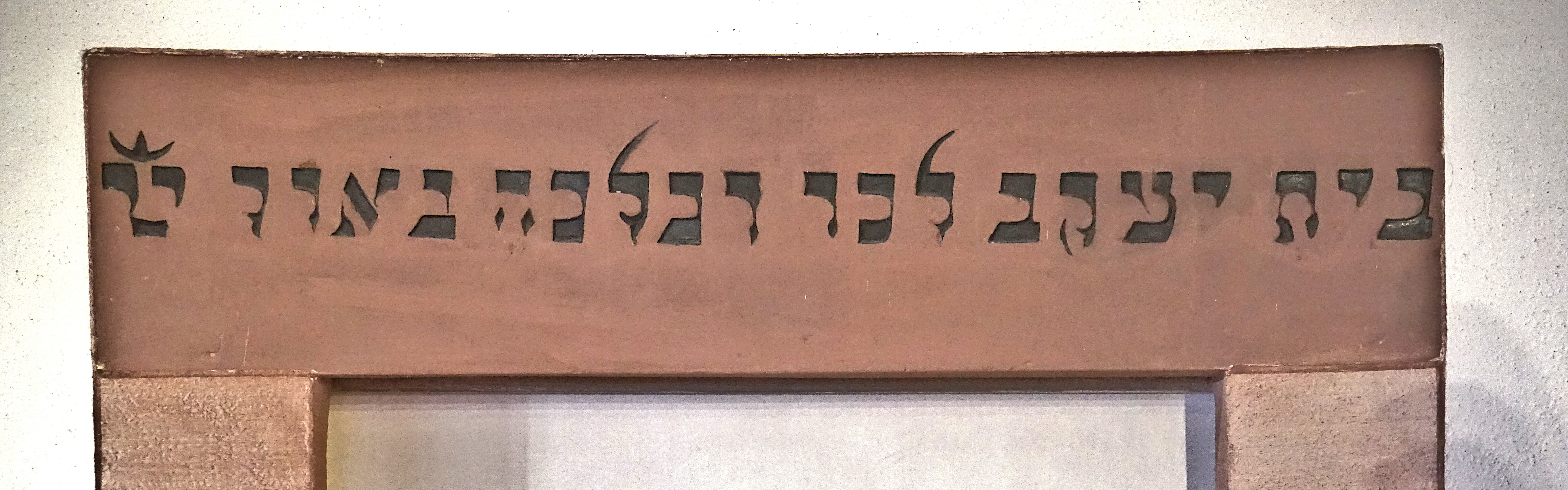
Türsturz aus der alten Synagoge

## Sport
- Pfingstreitturnier: Auf dem „Schiebenscheid“ – alle zwei Jahre mit Springwettbewerben bis zur Klasse „S“
- Tennisverein TC88 Sachsenhausen mit 3-Platz Tennisanlage hinter der Mittelpunktschule
- Schützengesellschaft 1604 Sachsenhausen e. V.
- TSV 1864 Sachsenhausen e. V.

## Wirtschaft und Infrastruktur
Sachsenhausen ist stark ländlich geprägt. Einige Handwerks- und Dienstleistungsbetriebe haben sich angesiedelt. Im Ort gibt es zwei Bankfilialen, eine Tankstelle, eine Apotheke, verschiedene Einzelhandels- und Lebensmittelgeschäfte und einige Restaurants.

### Verkehr
Sachsenhausen liegt an der Bundesstraße 251. Die B 485 führt durch den Ort. Der nächste Bahnhof ist in Korbach (13 km). Die in diesem Abschnitt 1995 stillgelegte Ederseebahn führte über Sachsenhausen. Heute besteht auf der alten Trasse der Ederseebahn-Radweg.

### Öffentliche Einrichtungen
Sachsenhausen ist Sitz der Verwaltung der Stadt Waldeck. Alle Ämter sind im historischen Rathaus am Marktplatz untergebracht. Die Stadtbibliothek befindet sich neben der Kirche. Im Ort gibt es einen städtischen Kindergarten sowie eine Grundschule und eine Haupt- und Realschule.

## Persönlichkeiten
- Johannes Scheidt (1737–1824), Bürgermeister von Sachsenhausen und Waldeckscher Landstand
- Friedrich Schulze, Bürgermeister von Sachsenhausen und Waldeckscher Landstand
- Wilhelm Müller (1758–1817), Bürgermeister von Sachsenhausen und Waldeckscher Landstand
- Justian Söhne (1759–1833), deutschen Landwirt, Bürgermeister von Sachsenhausen und Abgeordneter
- Andreas Weber (1764–1839), Bürgermeister von Sachsenhausen und Waldeckscher Landstand
- Justus Braun (1765–1830), Schneidermeister, Gastwirt, Bürgermeister von Freienhagen und Waldeckscher Landstand
- Johannes Christian Ebersbach (1799–1862), Bürgermeister von Sachsenhausen und Waldeckscher Landstand
- Friedrich Wilhelm Ebersbach (1805–1847), deutscher Jurist und Waldeckscher Landstand
- Carl Döhne (1808–1867), deutscher Advokat, Bürgermeister und Politiker
- Conrad Döhne (1782–1825), deutscher Stadtschreiber, Bürgermeister von Sachsenhausen und Politiker
- Wilhelm Ebersbach (1824–1891), deutscher Ökonom und Waldeckscher Landtagsabgeordneter, Bürgermeister von Sachsenhausen 1867 bis 1882
- Carl Hartmann (1853–1925), Landtagsabgeordneter
- Charlotte Teske (* 1949), Langstreckenläuferin